# 盧正案
盧正案又被稱為詹春子命案，臺南婦人詹春子遭人勒斃且以膠帶捆綁，一個月後警方逮捕與她相熟的友人前保安警察盧正（曾支援交通警察工作）。盧正於2000年6月29日被依擄人勒贖罪判決死刑，同年8月10日再審遭駁回，並且在法務部長陳定南批准下於同年9月7日晚間8點20分在臺南看守所遭槍決。盧正稱自白係遭警方刑求的產物，使盧的家人對此案的判決無法信服，認為是一起司法冤案。
2001年，蔡崇隆導演團隊推出了《島國殺人紀事2：盧正案》紀錄片，記錄了盧正二位胞姊為盧正爭取清白的過程，而2019年，台灣冤獄平反協會也正式立案救援，並與其他民間團體發起聲援行動。

## 背景
盧正（1969年6月15日－2000年9月7日）曾任職警員，1994年1月30日離職，於1995年間因需款孔急，而著警員制服攔車恐嚇取財，經法院判處有期徒刑一年、緩刑四年，於1995年9月15日判決確定。1997年3月間起即失業，惟各項開銷甚大乃至負債累累，事發當日尚欠詹春子廣告費2,000餘元。
詹春子與其夫曾重憲開設聯華廣告公司，曾重憲為盧正的高中同學二人交往甚密，曾重憲於盧正結婚時幫忙開禮車。
鄭朝銘為盧正、曾重憲高中同學，鄭朝銘委請盧正代辦刊登售屋廣告，盧正交由詹春子辦理，事發當日尚欠廣告費650元。
潘敏捷為盧正、鄭朝銘、曾重憲高中老師之妻，時任臺灣臺南地方法院檢察署書記官，1月17日16點在盧正家屬請託下至警局陪同盧正接受訊問，盧正曾要求其他員警離開單獨與她會談長達20分鐘，盧正自白時同在偵訊室內。 
呂寅樑為盧正就讀南英工商之學長，也為盧正任職警界期間為同事，當時任職於臺南第五局，盧正受訊當日曾要求由呂寅樑製作筆錄，盧正自白時同在偵訊室內。

## 調查過程
1997年12月18日，詹春子遭不明人士擄走，21點30分曾重憲接到勒贖電話稱「你太太在我手裡，準備五百萬，不得報警，等我電話」，曾重憲立即報警。
1997年12月19日，下午四點，路人發現以透明膠帶綑綁陳屍的詹春子屍體而報警處理。法醫鑑定詹春子是遭他人以繩索絞勒致窒息死亡，其頸部索痕之致傷物為直徑0.4公分之單股索狀物，死亡時間經推定為18日下午五點至19日下午四點之間。詹春子之夫曾重憲及聯華廣告公司另一股東張建成告知警方於12月17日、18日見到車牌號碼U＊-6211號（U後文字未看清）的白色三陽雅哥多次停放在聯華廣告公司對面。
1998年1月16日，警方以電話通知擁有車牌號碼UF-6211、白色車的盧正前來協助辦案，盧正於下午兩點二十分左右進入警局。
1998年1月17日，盧正的師母潘敏捷在家屬的請託下於下午四點至龍崎分局陪同偵訊，於晚間九點半左右在學長呂寅樑、高中師母書記官潘敏捷陪同下盧正自白犯罪。
1998年1月18日，至與詹春子相遇、停放機車、棄屍、打勒贖電話等地點現場模擬行兇過程，當天訊畢羈押於臺南看守所。
1998年1月22日，至案發現場即金湯橋旁現場模擬行兇過程。
1998年9月3日，法醫鑑定扣押的白色棉質球鞋鞋帶二條，長度98公分，寬度0.8公分，拉緊後寬度約0.4公分。鞋帶表面為菱型交叉緻密細條紋，拉緊後表面則呈粗平滑狀。二條鞋帶僅有一處表面破損，內部之棉絮外露，鞋帶兩端之小膠套完好，無眼觀之血跡或顯著污跡，可符合為本案之兇器。

## 自白
內容概要
盧正稱因負債累累見高中同學且往來甚密之曾重憲、詹春子夫妻頗有積蓄，即圖謀擄走詹春子向曾重憲勒贖。17日即在聯華廣告公司對面，暗中觀察詹春子之行動，惟苦無適當機會。18日16時餘，詹春子駕駛牌機車離開聯華廣告公司外出辦事，駕駛自用小客車尾隨，行至大成路、國民路口，此時人車較少且天色已昏暗，見時機成熟即趁詹春子停車路口等候綠燈之際，趨前與詹春子打招呼，佯作巧遇，並佯稱欲載詹春子前往鄭朝銘處收取廣告費等。
詹春子信以為真，乃將機車停置國民路較隱蔽之巷內，搭上駕駛之小客車，惟原即計畫於擄走詹春子後殺害以免犯行暴露，於詹春子上車後不久即在金湯橋附近停車自後座拿取預先準備之鞋帶，乘詹春子不備由後方勒住坐於車內右前座之詹春子。先載至台南殯儀館對面甘蔗園棄屍，又恐詹春子甦醒呼救、遭人發覺，乃又以其置於車內之膠帶將詹春子之頭、臉部覆繞並綑綁其手、腳，再載至龍崎鄉某產業道路棄屍，隨後駕車回台南尋找公用電話聯絡曾重憲要求贖金。
翻供
盧正於警方移送檢察官接受訊問、法官羈押訊問時仍為相同陳述，且並未對受到警方訊問過程有異議。
於第一審法院開始審理時主張自白是遭警方以刑求、利誘、脅迫、疲勞偵訊、在學長員警呂寅樑和高中師母書記官潘敏捷指導下說出，自己從頭到尾都沒有自首擄人勒贖的意思。
改稱自己巧遇詹春子，載詹春子尋鄭朝銘收廣告費未果後，回途中遭詹春子羞辱，一時氣憤而以置於車內之鞋帶失手勒死詹春子，事後打勒贖電話予曾重憲，則是為提醒曾重憲尋找詹春子，無勒贖之意

## 第一審審理過程
遭警刑求
- 盧正稱在警局內沒吃東西喝水、遭警刑求。[1]

- 在場的好友呂寅樑員警、師母潘敏捷書記官亦作證並無刑求、有提供飲食。[1]
- 法院向臺灣臺南看守所調閱盧正入所之內外傷紀錄，於1月18日當天訊畢入所時，並無任何內外傷及病痛，至於盧正於同年5月11日經警提訊返回臺灣臺南看守所時，向所內人員反應遭警刑求，惟不足以證明被告於1月16、17日到案之初有被刑求。呂寅樑、潘敏捷與盧正情誼深厚，無誣陷之理，故未採信盧正的說法。[1]

遭警脅迫
- 盧正姐姐盧萍到庭雖陳稱：「五分局的組長在警局說要整死我們，他說以他的職務要整死我們是很容易的事」等語。
- 證人五分局的組長（即李進義）與盧萍對質時否認。
- 法院勘驗17日製作筆錄之錄影紀錄，在偵訊室內有盧正、偵訊警員及潘敏捷在場，由警員訊問盧正如何遇到詹春子及案發經過，訊問過程中盧正均自動回答，錄影期間潘敏捷有和盧正交頭接耳及看過偵訊筆錄，潘敏捷起身走動幾秒鐘未出現在畫面上，惟該時錄影並未中斷，盧正均坐在偵訊桌旁，可以看到筆錄，其他在場人也可以看到警方製作筆錄情形，盧正並無痛苦表情。考量盧萍、盧正為姐弟關係其證詞難免迴護，故未採信盧萍的證詞。

遭警不正利誘
- 盧正稱警方又說要家人一筆安家費五十萬元至一百萬元，又說關個一、二年就出來了，才莫名其妙地承認。
- 法院認為盧正曾任保安警察之資歷，焉有不知擄人勒贖乃唯一死刑之重罪，豈有可能只關個一、二年就可以出獄？而其如因此入獄，與親人可能永遠隔離，又豈有可能為區區之五十萬元或一百萬元承擔死罪之理？故未採信盧正的說法。

被扣留了四十六小時、長期疲勞訊問
- 盧正稱遭違法扣留長達46個小時。
- 呂寅樑員警時作證「請盧正協助調查，未限制他行動自由， 且只針對車子停在聯華廣告公司的疑點去問他，他沒有意思要回去，我們也問過他，他可以自由離去」、「16日當天下午請他協助調查，他未承認時， 組長、副分局長也有叫他回去，他仍在那邊傻坐等語」
- 法院認為盧正當時雖被警方鎖定涉嫌，但警方尚未將其逮捕，更未將其拘禁，其訊問時間雖超過24小時，仍無違憲法第八條第二項之規定，被告稱遭警違法羈押一節，並不足採。又警方於夜間訊問被告既係受檢察官許可為之，與《刑事訴訟法》第一百條之三第一項第三款情形相合，即無違法情形。

1997年12月17日受詹春子邀約而見面
- 盧正承認曾於上午停車於聯華廣告公司對面，惟係因詹春子打他呼叫器，乃於該日上午11時40分許到達，並與詹春子在門口談話約二十分鐘。
- 聯華廣告公司之職員劉小鳳於警訊時稱她的座位在門口第一位，並未見到盧正前來，也未看到詹春子外出等語。
- 聯華廣告公司之股東張建成也稱，被害人詹春子17日早上確定沒有離開公司，下午15、16時左右下班時曾問詹春子「盧正有無回CALL，她說沒有」
- 法院未採信盧正的說法。

1997年12月18日未到聯華公司
- 盧正稱15時許與鄭朝銘至電信局後面三皇三家泡沫紅茶店喝茶，至17時載鄭朝銘回補習班後，即駕車赴台南縣佳里鎮太太娘家看小孩。
- 蔡素霞稱盧正於18時50許帶著他小兒子到我家，要找我先生聊天泡茶，我先生剛好去上課不在家.... 雙方聊到19時10分左右，他就騎機車載兒子走了。
- 證人鄭朝銘稱18日未與被告盧正見面，當天9時30至14時在補習班內 ，14時至15時30分約鎖匠至國家新境大樓換鎖，15時30分回到公司，16時又回到老闆的別墅整理花草，18時才回到公司，19時下班等語，並提出支付單及免用發票收據影本各一紙附卷。
- 法院隔離訊問蔡素霞、盧正，蔡素霞稱「盧正於聊天後直接騎機車離去」，與盧正稱「先將機車停放在大姨子家旁，逛完夜市後約21時許再回來騎機車」等語不合，故未採信蔡素霞的證詞。

安全帽、透明膠帶及公用電話筒無指紋
- 盧正稱安全帽、透明膠帶及公用電話筒無指紋。
- 法院認為雖未發現與盧正指紋相符者，惟盧正於檢察官偵查中供稱：因手戴襪子，用膠帶綑綁被害人時未留下指紋等語，故尚難以扣案之證物上未發現被告之指紋即否定被告犯罪；盧正又供稱：打電話給曾重憲勒贖時，曾重憲人在車上，並開著車窗，車外車聲嘈雜，通訊品質本屬不良，故尚難以被害人曾重憲未能認出被告聲音即認電話非盧正所打。

現場模擬是由警方引導
- 盧正稱現場模擬是由警方引導。
- 法院堪驗現場模擬時的錄影帶，2次模擬期間警方曾不斷質疑盧正的犯案手法，甚至警方帶錯路而遭其糾正。盧正在自白中所稱在臺南殯儀館對面甘蔗園捆綁被害人，現場模擬時該地無甘蔗從而盧正否認在此地捆綁，但後來地主證明此地於案發時甘蔗尚未收割，且被害人身上的膠帶亦有此地的雜草，故未採信盧正的指控陳述。

非綁架勒贖
- 盧正稱巧遇詹春子，載詹女尋鄭朝銘收廣告費未果後，回途中因積欠廣告費遭詹春子羞辱，一時氣憤而以置於車內之鞋帶失手勒死詹春子，事後打勒贖電話予曾重憲，則是為提醒曾重憲尋找詹春子，無勒贖之意。
- 曾重憲稱以其妻詹春子之個性絕不至如此。
- 法院認為盧正遭發現連續2日出現於詹春子上班處、鄭朝銘已作證當日未與盧正見面、勒斃詹春子後再通知其夫曾重憲並無實益、詹春子和盧正友誼匪淺，僅因積欠2千逾元的廣告就出言辱罵有違常理，審酌詹春子之夫曾重憲的證言，故未採信盧正。

其他法院作為認定有罪的推論依據
- 員警尋獲詹春子騎用機車，詹春子所有之手套、安全帽均整齊置於置物箱內，足見詹春子係於和平、自願之狀態下乘坐他人車輛離去，亦惟有如盧正一般與詹女熟識之人，始足以令詹春子此深信不疑而疏於防範。
- 被害人之夫曾重憲於本院審理時稱：被告於警局和盧正面對面，警員們也離得遠遠的，盧正向他說對不起時，警員只是在他後面，不在他的旁邊等語。若盧正茍無犯罪，又何須向被害人之夫曾重憲表達歉意？
- 各報均登載詹春子遇害之事，是日，向與盧正及詹春子二家均甚熟稔之鄭朝銘與盧正見面，鄭朝銘提及詹女遇害之事，並將報紙交予閱覽，惟盧正當時反應冷漠並將頭偏一旁，拒不觀看報紙內有關報導，證人鄭朝銘於警訊、偵查及本院審理中結證。

不構成自首減刑的依據
盧正在警訊時雖表明係自首，但駕車在聯華廣告公司外徘徊，而被認涉嫌重大傳喚到案，其犯罪已經發覺。且在本院審理時明白表示：那是警察叫我講的，不是我做的，我沒有自首的意思等語，是尚難認盧正得據自首規定予以減刑。

## 第二審審理過程
警方刑求
- 盧正稱被刑求
- 除第一審認定事實的理由外，第二審法院認為第一次遭警察偵訊時，檢察官亦有到偵查室，未見盧正向檢察官反應遭刑求；於1998年2月2日盧正的哥哥盧中（現職員警）及同月23日與其姐盧菁、其妻蔡素芬在看守所會面亦無隻言片語提及有遭刑求或威脅、利誘等不法暴行，因而為不實自白之情事，故不採信盧正的說法。

警方脅迫
- 盧正辯護律師稱盧正遭警方脅迫。

- 除第一審認定事實的理由外，第二審法院認為1月22日訊問的員警口吻雖不得體，然綜合全部供詞之應答，顯見被告之自白確實非因出於警方之強暴、脅迫、利誘、詐欺等而為，反而因員警以凶狠之口氣質疑被告自白之真實性時，盧正卻極力要讓警員相信事情為其所為。

潘敏捷教導不實偽證
- 盧正辯護人稱1月18日在場的潘敏捷不時教盧正如何依紙條內容回答，自白非出於盧正自由意志。
- 潘敏捷稱在紙條上寫「有做的才講，沒有做的不要講」
- 第二審法院勘驗警訊時錄影帶，當潘敏捷給盧正紙條和在耳邊說話時並未懷疑表情，在盧正在回答犯案情節時皆未打開紙條。過程中潘敏捷還對訊問的員警林正斌說筆錄最後要記載盧正說我是來自首的，給盧正一個自新得機會，顯見潘敏捷當時係要將案情導向自首，讓盧正有減刑之機會，由此更見潘敏捷係心存幫助被告之心。若本案非盧正所為，依其之當過警察智識、經驗當不至於承認。故未採信盧正、辯護人。

呂寅樑教導不實偽證
- 盧正辯護人稱1月18日在場的員警呂寅樑指導盧正如何回答林正斌訊問。

- 第二審法院勘驗警訊時錄影帶，呂寅樑手上持有一紙條予盧正，盧正並不時觀看，呂寅樑靠近盧正耳朵說話，然後盧正隨即將呂寅樑所給的紙折起來不再看繼續回答訊問，且回答過程並未間斷。庭審當天亦當場重複播放給當事人看，並未見呂寅樑在旁指導盧正如何回答林正斌訊問之情事。故未採信盧正、辯護人。

質疑扣留鞋帶非凶器
- 盧正稱檢察官認為凶器為單股索狀物，而鞋帶為菱型交叉緻密細條紋，兩者不一致，且扣案之鞋帶並無血跡反應。

- 第二審法院依據法醫的鑑定報告，認為白色棉質球鞋鞋帶，表面為菱型交叉緻密細條紋，但拉緊後表面寬度約為０．四公分且表面呈粗平滑狀，即成類似單股所狀物符合推定凶器，詹春子頸部未出血，凶器未留下血跡亦屬正常。故未採信盧正。

質疑所扣鞋帶若為凶器為何未丟棄
- 盧正辯護人質疑既將其他證物（如膠帶等）丟棄，為何未將鞋帶丟棄。

- 第二審法院認為鞋帶並未染上任何血跡，若非因事發，被告事後將鞋帶繫回鞋子，即無庸怕被人發現，未將鞋帶毀棄並不悖於常情。且盧正在翻供前已承認該鞋帶為凶器，不應有他物符合凶器的特徵，即認定鞋帶非凶器。

棄屍地點不合常理
- 盧正稱在警訊自白中首次棄屍地點在台南市殯儀館對面農地人車流量不小，且設有公車站牌，在此棄屍容易被發現，顯見當初的自白非真實。
- 第二審法院法官親自前往該處勘驗，於15點左右到現場停留許久，過程中該處無人逗留、搭乘公車發，本件棄屍時間為18點，若無發現並非不可能，故未採信盧正。

其他法院作為認定有罪的推論依據
- 盧正在第一次被偵訊時，不但得以與妻、兄、姊見面交談，並於與其兄拜託前來探視的汪姓上司見面，又容其友人全程作陪接受訊問，顯見本案之員警因被告身分特殊（曾為警員，其兄亦為現職警員）對其頗為禮遇，甚至有違偵查不公開，實無法想像被告係在強暴、脅迫、利誘，甚至詐騙之下來自白犯罪。
- 不論警方之偵訊程序是否有違法之處，然盧正於檢察官、聲請羈押的法官面前亦有自白，而盧正對此自白無脅迫情事，僅稱泛稱係因遭警察脅迫等所以不敢翻供，然該二次自白亦非常詳盡。
- 盧正本來就有恐嚇取材的前科，在當時尚有向中國國信託借三十萬元、向歐某借二十萬元、向李某借十萬元等情，更見被告當時需款孔急，其有擄人勒贖之犯罪動機。

## 第三審審理過程
採為判決基礎的自白有瑕疵
- 辯護人認為第二審法院判決有罪的理由是盧正接受警訊時所得的自白，由於違反24小時移送時間、疲勞偵訊、全程錄音、皆為潘敏捷在旁教導、指示。[3]

- 第三審法院認為二審法院判決時所引用的證據是盧正在檢察官偵查初始及檢察官聲請羈押移送第一審法院初訊時的自白，非辯護人所質疑具有瑕疵的警訊時的自白，辯護人未舉證檢察官、裁定羈押的法官有任何違法行為，故判決駁回上訴，全案定讞。

## 再審審理過程
- 盧正稱1997年12月18日當天21點30分替住在一起的外甥女查簽家庭聯絡簿，故不可能出現在距離15分鐘車程處撥打勒贖電話，以此為新證據對二審判決聲請再審。[4]

- 法院認為其外甥女17時25分返家，則盧正自得在鄭宇珊返家後，至翌日上學前之任一時點為鄭宇珊查簽聯絡簿。提起再審的要件之一為必須就證據本身形式上觀察無顯然之瑕疵，可以認為確實足以動搖原確定判決，由於所提證據不合再審此一特別救濟途徑的要件，故裁定駁回。[4]

## 監察院調查

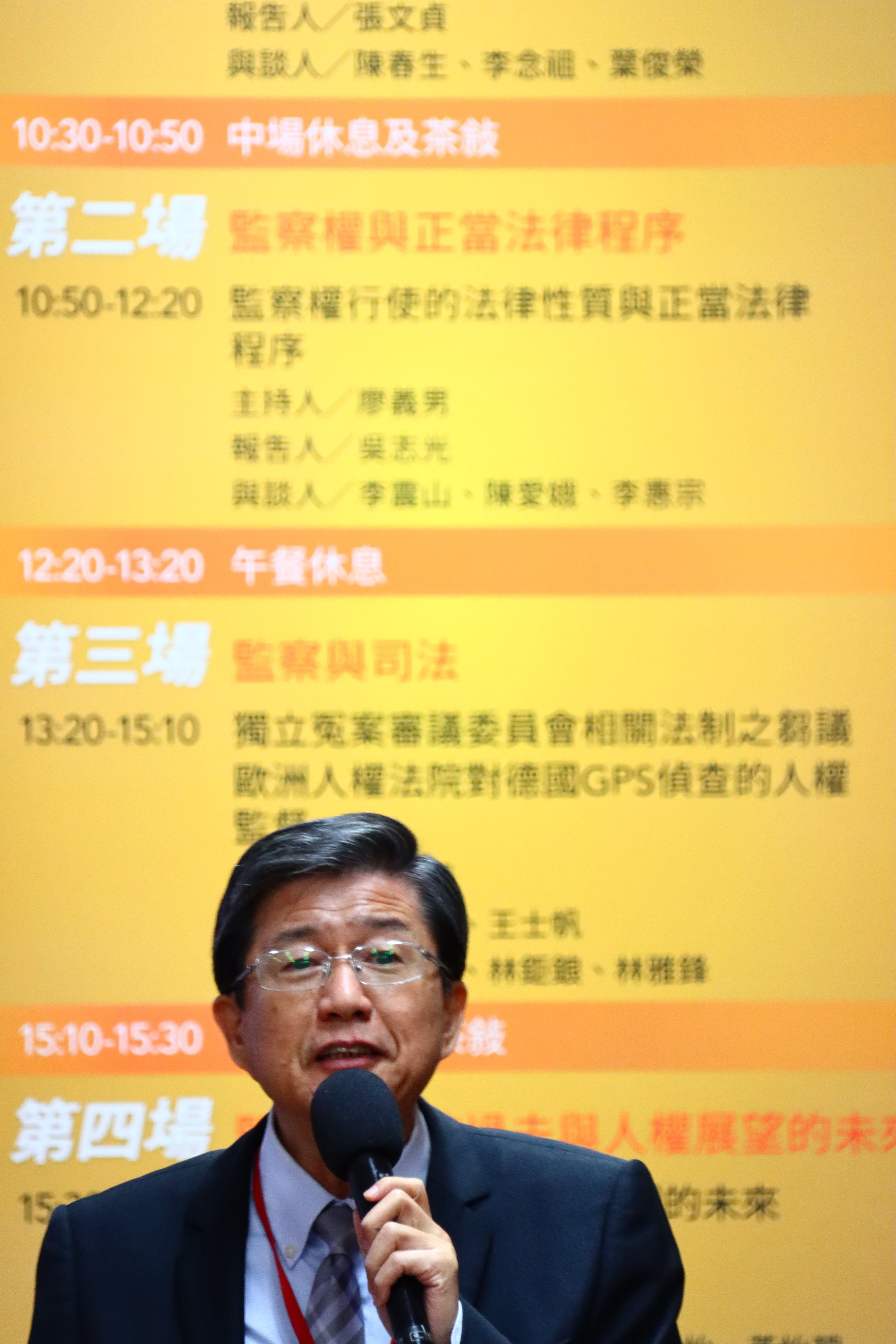

2000年8月，司法改革基金會就偵審過程發生的各項瑕疵，聲請監察院調查執法人員有無違失。關於本案，司法改革基金會列出了下列的疑點：
1. 本案台南市第五分局承辦員警林正斌、刑事組長李進義等人將盧正留置長達36小時，已經違反憲法第8條之規定，構成違法羈押。依據《刑事訴訟法》第156條，違法羈押獲得的自白，不得作為證據，但各審法官蔡崇義等人卻忽略不談。
2. 從盧正自白之錄影帶及錄音帶內容顯示，全程由潘敏捷擬就之紙條教導盧正回答問題，違反偵查不公開原則；錄音內容顯示訊問全程出於脅迫、利誘、欺騙等不法；且未依法全程連續錄音、錄影。（違法違反刑事訴訟法第98、100-1、100-2、245條之規定）
3. 凶器認定之認定違反科學辦案及證據法則，而對於被告有利之證據卻不採。（證人潘敏捷、蔡素霞均有利於盧正，但均為法院所不採）
4. 有關勒贖電話，被害人之夫曾某稱係一「陌生男子」操「標準國語」，但盧正與曾某乃十餘年同學、友人，時有往返，彼此熟稔，豈可能認不出盧正之聲音。足見兇嫌另有其人。
5. 再審聲請中，被告提出新證人為盧正之外甥女，證明12月18日晚9時30分，盧正曾幫其簽「家庭聯絡簿」，並共同觀賞電視節目，證明當時盧正不可能在約15分鐘車程外之公共電話向曾重憲打勒贖電話。

2002年5月8日，監察院糾正內政部警政署、臺南市警察局及所屬第五分局：
1. 盧正擄人勒贖案件之詢問程序，以自首減刑為利誘詐騙，並為不當訊問
2. 製作盧正偵訊筆錄時，縱容案外人潘敏捷現場教導答詢，違反偵查不公開規定等
3. 前臺灣省警政廳辦理被告盧正測謊作業，除鑑驗通知書外，無任何測謊作業流程等書面資料，可供查證，亦有疏誤
4. 內政部警政署長期未能正視員警辦案違反《刑事訴訟法》等相關法令規定

## 後續
盧正於2000年9月7日遭執行後，盧正家人於9月8日、9月11日分別前往台南市警察局第五分局與法務部抬棺抗議，主張盧正冤死，真相不容抹滅，希望能還給盧正清白。
抬棺抗議後，盧正大姊、二姊轉為靜坐陳情，自2000年10月5日開始，每週四帶著盧正的遺照及大字報「盧正被司法謀殺了」，到立法院群賢樓外靜坐，期間曾到不同黨團立委辦公室遊說陳情，呼籲立委應立法強制要求偵查人員訊問被告全程連續錄音。此項靜坐抗議直到2002年4月18日為止。
廢死聯盟執行長林欣怡在盧正含冤伏誅後看清死刑本質，並成為廢死運動者。
紀錄片導演蔡崇隆作品《島國殺人紀事2：盧正案》於2001年問世，片中訪談員警、法官、詹春子丈夫以及盧正家人，呈現案情的疑點，同時也記錄了盧正遭執行之後，盧正家人對司法的控訴。紀錄片尾聲，蔡崇隆導演的旁白：「當正義失去對生命的尊重，他將只是虛幻的正義，當司法失去反省的能力，他將淪為殺人的工具」為盧正案留下那個時代的註解。2002年，由民間司改會出版《正義的陰影》一書，講述台灣司法冤案，其中收入蔡崇隆撰寫盧正案「小警察的輓歌」。
2010年9月7日，在盧正遭死刑執行十週年，由民間司法改革基金會、台灣人權促進會與台灣廢除死刑推動聯盟舉辦「十年前被冤枉槍決的盧正回來了！」，盧菁、盧萍二人再次來到法務部陳情，並靜走到監察院，最後至立法院靜坐，隨後前往濟南長老教會，於教會舉行《島國殺人紀事2：盧正案》放映會。三天後，作家張娟芬以「盧正你在嗎？」投書《聯合報》，紀錄該場活動。

### 台灣冤獄平反協會立案救援
2019年台灣冤獄平反協會收受盧正家人申冤信件，經過審查，於2020年認為本案確有科學證據瑕疵與嚴重違反正當法律程序之處，正式立案救援，由台灣冤獄平反協會組成盧正案義務律師團展開後續救濟行動。
為釐清冤情，蒐集證據，台灣冤獄平反協會向監察院提出陳情，請監察院重啟調查，2020年5月13日，監察委員王美玉、高涌誠提出「盧正被判處死刑之證物重啟調查案」調查報告，監察院發現本案相關證物、檢體僅留存當時採擷送驗之指紋照片，其他證物，包括鞋帶、膠帶、毛髮、菸蒂均遭廢棄、銷燬或遺失，無法再為鑑定比對。至於測謊資料，原先於卷內僅一紙鑑驗通知書，經監察院調查，刑事局亦僅留存測謊錄音卡帶，其他測謊圖譜等重要測謊過程資料，均未留存。因此，監察院要求法務部、內政部及司法院，針對判決確定後刑案證物保管不當及測謊鑑定不符法律保留原則等問題，通盤檢討改善。

### 2022年憲法訴訟救濟
2022年1月4日憲法訴訟法新制上路，新法上路前的裁判確定案件（盧正於2000年6月29日判決確定），須於新法施行六個月內提出訴訟，台灣冤獄平反協會律師團即以盧正受到的不正訊問情形，向憲法法庭提出法規範憲法審查聲請書，但經憲法法庭裁定不受理。

### 促請最高檢察署辦理爭議性死刑確定案件審查

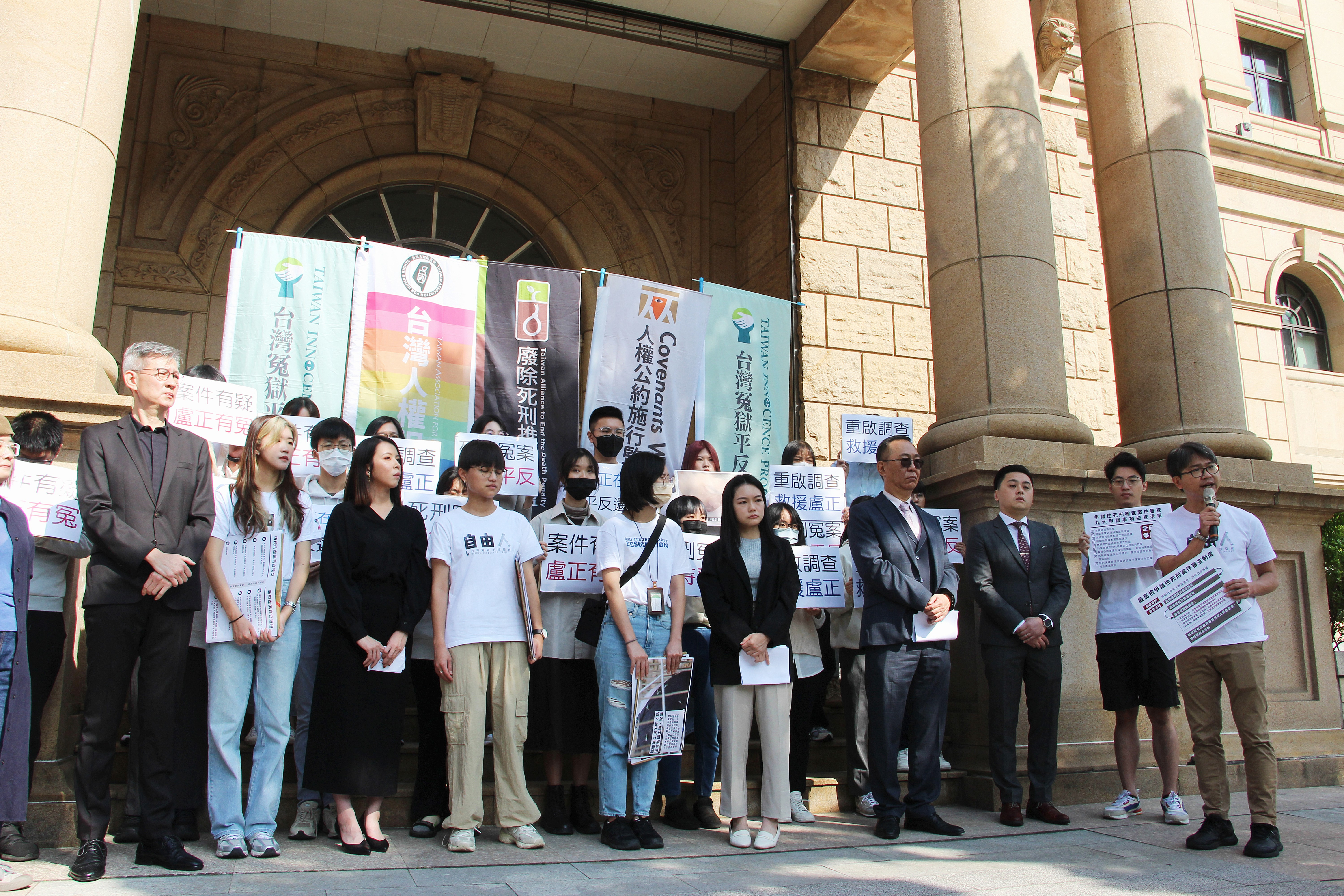
2024年1月18日，在盧正被收押二十六年後，台灣冤獄平反協會、盧正案義務辯護律師團、聲援團體與志工，帶著多項足以凸顯本案疏漏、彰顯盧正清白的新證據，來到最高檢察署叩門，請求檢察機關依〈最高檢察署辦理爭議性死刑確定案件審查作業要點〉，審查盧正案件，並予以救濟。

2021年，台灣冤獄平反協會依據〈最高檢察署辦理爭議性死刑確定案件審查作業要點〉向最高檢察署陳情，促請最高檢察署成立審查會進行調查，於2022年最高檢察署函覆稱本案無召開審查會之必要，不予受理。台灣冤獄平反協會於同年再次向最高檢察署提出陳情，二度促請最高檢審查。
2024年1月18日，律師團與聲援團體至最高檢察署前舉行記者會，義務律師團於本次記者會公布四項再審事由，請求最高檢察署為盧正發動非常救濟。記者會公布的四大再審事由：
1. 國立臺灣大學昆蟲學系蕭旭峰教授團隊提出之「詹春子命案（盧正案）豬隻模擬試驗結果初步報告書」：蕭教授國內為法醫昆蟲學領域之專家學者，經社團法人台灣冤獄平反協會委託，以其法醫昆蟲學專業知識進行豬隻模擬試驗，提出豬隻模擬試驗結果初步報告書，如以原判決所認定被害人遇害後棄置龍崎山區後，直至隔日傍晚，屍體上應該已有麗蠅產卵，但觀察本案現場影像，被害人並無任何蠅類卵塊跡證，該實驗結論認為被害人應是1997年12月19日白天遭殺害棄置，而盧正有不在場之證明。
2. 國立臺灣大學心理學系趙儀珊教授提出之「供述鑑定報告」：由於盧正是在被留置警局31小時後，於沒有任何進食、沒有飲水、沒有休息的情況下做出警詢自白，其自白過程符合許多與錯誤自白有關的風險因子，原有罪判決採取鋸箭法方式，雖排除警詢自白，但仍採認盧正於偵訊、羈押庭的自白內容，趙教授意見指出「盧正受到先前31小時以及接著密集詢訊問及現場模擬疲勞訊問之累積效果（或滾雪球效應）之可能性很高，故盧正被迫維持錯誤自白之可能性高」，可彈劾自白之任意性。
3. 鑑識專家檢視本案相關事證，提出「犯罪現場重建鑑定報告」：本案盧正自白稱以鞋帶勒住被害人，但該鞋帶，經法務部法醫研究所檢視並無眼觀之血跡或顯著污跡，也未經痕跡比對，而盧正自白於雙手套襪子後，於被害人臉部、四肢纏繞膠帶。鑑識專家即進行「鞋帶實驗」，結論可排除鞋帶為凶器，也進行「膠帶實驗」，如套上襪子打開膠帶，膠帶上將有棉絮，因此，盧正自白稱以鞋帶犯案，並於雙手套上襪子方式纏繞透明膠帶與事實不符，可彈劾其自白之真實性。
4. 承辦盧正警詢筆錄製作之員警受申誡貳次之懲戒處分：2002年監察院對警方辦案過程的重大疏失提出11項糾正項目[13]，其中，為盧正製作五次警詢筆錄之林正斌員警，因涉及其中6項違失，經台南市警察局召開考績委員會決議懲處申誡貳次。依2015年修正之《刑事訴訟法》第420條第1項第5款，參與調查犯罪之檢察事務官、司法警察官或司法警察等調查人員，如因該案件違法失職已受懲戒處分，足以影響原判決者，得聲請再審。律師團主張該懲戒處分，應已符合該法條規定之再審事由。

記者會上，當年承辦盧正案的文聞律師也來記者會現場，儘管案件已經經過多年，但每每想到本案，就覺得「非常無奈、相當失望」，期待早日看到「盧正案撥雲見日、重見光明」。
2024年6月22日，台灣冤獄平反協會、公益信託刑事學策進基金與群勝國際法律事務所共同舉辦「盧正案判決評析研討會」 ，由國立台灣大學法醫學科暨法醫學研究所李俊億教授、東吳大學法律學系黃鼎軒副教授與陽明交通大學科技法律研究所金孟華教授分別自科學、法學探究盧正案的有罪判決，這是盧正有罪確定二十四年來第一場對於有罪判決的評論研討會。

### 2024年監察院調查
2024年，監察委員王美玉、高涌誠諮詢鑑識人員藍錦龍、國立臺灣大學心理學系副教授趙儀珊、國立臺灣大學昆蟲系教授蕭旭峰等專家意見，並調閱盧正案司法偵審與執行卷宗，以及監察院89年間調查本案卷宗等資料詳查，提出調查報告，調查結果顯示，盧正涉犯擄人勒贖殺人罪遭判處死刑確定案，有罪判決所認定之犯罪事實顯有錯誤，被告盧正恐遭受冤屈，並非真正犯罪行為人。同時，高委員也於該場記者會念出盧正死刑執行之筆錄，證明盧正直至執行前仍在喊冤，記者會上監察院表示已於2024年4月20日函請法務部轉所屬研議提起非常上訴或再審。

### 书籍
- 民間司法改革基金會：《正義的陰影》，2002年，商周出版。ISBN 957-469-942-0

## 参閲
- 臺灣戰後時期死刑犯列表
- 蘇建和案
- 江國慶案
- 徐自強案
- 邱和順案
- 鄭性澤案
- 謝志宏案
- 沈鴻霖案
- 無罪推定原則
- 自白法則
- 證據排除法則

## 外部連結
- 盧正：我怎麼從此回不了家 | 台灣廢除死刑推動聯盟
- .   [2021-07-24]. （原始内容存档于2021-07-24）.